# Черно (альбом)
Черно (укр.Чорно) — перший студійний альбом фінського дум-метал гурту KYPCK, який вийшов 12 березня 2008 року.

## Історія
Запис альбому почався в травні 2007 року на студіях «Новая Земля», «Colibri» і «Tonebox» з запису ударних, всі інші партії були записані в липні того ж року. Зведення доріжок відбулося на студії «HIP», а мастеринг — на студії «Finnvox». 

В Фінляндії альбом, який видавався лейблом «UHO Production», а в решті світу лейблом Century Media Records, почав з одинадцятого місця в місцевих чартах. Потім у підтримку альбому пішли концерти містами Фінляндії, і, нарешті, 17 січня і 29 травня 2009 року гурт відвідав з концертами Москву і Санкт-Петербург відповідно.

Ось що сказав про альбом Ерккі Сеппянен, вокаліст: «Ми зрозуміли, що тримаємо в наших руках щось по-справжньому оригінальне. І хоча було ясна, що цей гурт був великим кроком від мейнстрімового металу, я знав, що матеріал такої сили знайшов би обрану аудіторію».

## Перелік композицій
| #     | Назва                                                                    | Автор слів              | Автор музики            | Тривалість |
| ----- | ------------------------------------------------------------------------ | ----------------------- | ----------------------- | ---------- |
| 1.    | «Гидролокатор (укр. Гідролокатор)»                                       | —                       | Г.Гійлесмаа             | 1:48       |
| 2.    | «Рождество в Мурманске (укр. Різдво в Мурманську)»                       | Е. Сеппянен             | С. Лопакка              | 4:51       |
| 3.    | «Предатель (укр. Зрадник)»                                               | Е. Сеппянен             | Е. Сеппянен, С. Лопакка | 5:38       |
| 4.    | «1917»                                                                   | Е. Сеппянен             | Г.Гійлесмаа             | 4:59       |
| 5.    | «Чёрная дыра (укр. Чорна діра)»                                          | Е. Сеппянен, С. Лопакка | С. Лопакка              | 8:44       |
| 6.    | «Сталинград (укр. Сталінград)»                                           | Е. Сеппянен             | Я. Юля-Раутіо           | 5:11       |
| 7.    | «Не прости (укр. Не прости)»                                             | Е. Сеппянен             | Е. Сеппянен, С. Лопакка | 5:22       |
| 8.    | «Очередные (укр. Чергові)»                                               | Е. Сеппянен             | Я. Юля-Раутіо           | 4:16       |
| 9.    | «Один день из жизни Егоря Кузнецова (Один день з життя Єгоря Кузнецова)» | Е. Сеппянен, С. Лопакка | Г.Гійлесмаа             | 5:38       |
| 10.   | «Демон»                                                                  | Е. Сеппянен             | С. Лопакка              | 7:49       |
| 54:16 |                                                                          |                         |                         |            |

## Сингл
23 січня 2008 — «1917»

## Відеографія
2008 — «1917»

2009 — «Сталинград»

## Цікаві факти
- В буклеті містяться тексти пісень, інформація про альбом і подяки російською мовою поруч з їх перекладами на англійську.
- Для кожної пісні також обов'язково написані автори слів та музики.
- В буклеті внизу сторінки поруч із інформацією про альбом міститься вірш авторства Єгоря Кузнецова (дослівний переклад ім'я та прізвища вокаліста Ерккі Сеппянена: «seppä» — це «кузнец» російською або «коваль» українською) російською та англійською мовами:

|  | Ех, не тоне наше горе в морі, Лиш в самогоні життя буває просте. А тепер ми пливемо вперед на просторі, Де деякі починаються з кінця. |

- Хоч вокаліст гурту Е. Сеппянен навчався і працював в Росії, але все одно він допускає декілька фонетичних (акцент і рідко неправильний наголос), лексичних і граматичних помилок в текстах пісень, наприклад, в пісні «Один день из жизни Егоря Кузнецова» є таке словосполучення:

|  | …и гу ́лит мобильник в кармане… |

Імовірно, малося на увазі, що мобільний телефон «гудит» (тобто гудить).